# Metropolitan Tower (New York)
Der Metropolitan Tower ist ein 218 Meter hoher Wolkenkratzer in Manhattan in New York City, USA. Zusammen mit den in direkter Nachbarschaft stehenden Carnegie Hall Tower und CitySpire Center bildet er eine Ende der 1980er Jahre entstandene Hochhaus-Konstellation.

## Lage
Der Büro- und Wohnturm befindet sich an der West 57th Street zwischen der Sixth Avenue und Seventh Avenue an der sogenannten Billionaires’ Row in Midtown Manhattan. In unmittelbarer Nähe stehen die in den 2010/20er Jahren erbauten Super-Wolkenkratzer One57 (306 m), Central Park Tower (472 m) und 111 West 57th Street (435 m) sowie das bekannte Konzerthaus Carnegie Hall. Nur zwei Blocks nördlich entfernt liegt der Central Park. Die nächstgelegene Station der New York City Subway ist die nur wenige Meter entfernte 57 Street Station in der Seventh Avenue. Hier verkehren die Linien .

## Beschreibung
Der Metropolitan Tower wurde vom Architekturbüro  SLCE Architects (Schuman, Lichtenstein, Claman & Efron) im Stil der Postmoderne entworfen. Die Bauarbeiten für das 68 Stockwerke umfassende und 218,2 m (716 Fuß) hohe Gebäude begannen im Jahre 1984 und waren 1987 beendet. Bauherr war das Unternehmen Macklowe Properties. Zum Zeitpunkt seiner Fertigstellung war der Metropolitan Tower das höchste Wohngebäude sowie das höchste Stahlbetongebäude der Stadt.
Das Hochhaus ist mit grau-schwarzem Glas verkleidet und hat einen rechteckigen 18-stöckigen Sockel, der, getrennt von zwei Etagen für Mechanik und Technik, von einem 48-stöckigen dreieckigen Turm gekrönt wird. Die spitze Ecke des dreieckigen Turms zeigt dabei in Richtung Norden zur 57th Street. Im Sockel des Turms sind 20.900 m² Bürofläche untergebracht, im dreieckigen Turm befinden sich 246 luxuriöse Eigentumswohnungen. Hinzu kommen knapp 500 m² Einzelhandelsfläche. In der 57th Street befinden sich getrennte Eingänge zu den Büros und Wohnungen, wobei der für die Apartments eine Gehwegüberdachung und der für die Büros ein Mansardvordach besitzt. Die mit einem Portier besetzte Apartment-Lobby ist mit italienischem Marmor ausgekleidet. Im Erdgeschoss wird das Gebäude durch die beiden dazu dienenden Büroeingänge von der Fußgängerpassage 6½ Avenue durchquert, die von der 51st Street durch mehrere Gebäude bis zur 57th Street führt.
Lediglich durch das sechs Meter breite Gebäude Russian Tea Room getrennt befindet sich wenige Meter westlich der Carnegie Hall Tower. Südlich auf der anderen Straßenseite gelegen steht das CitySpire Center. Diese drei Wolkenkratzer entstanden alle Ende der 1980er Jahre auf engstem Raum. Vom Central Park bietet sich eine gute Sicht auf diese Wolkenkratzer-Konstellation. Die Adresse vom Metropolitan Tower lautet „146 West 57th Street, New York City, NY“.

## Ansichten

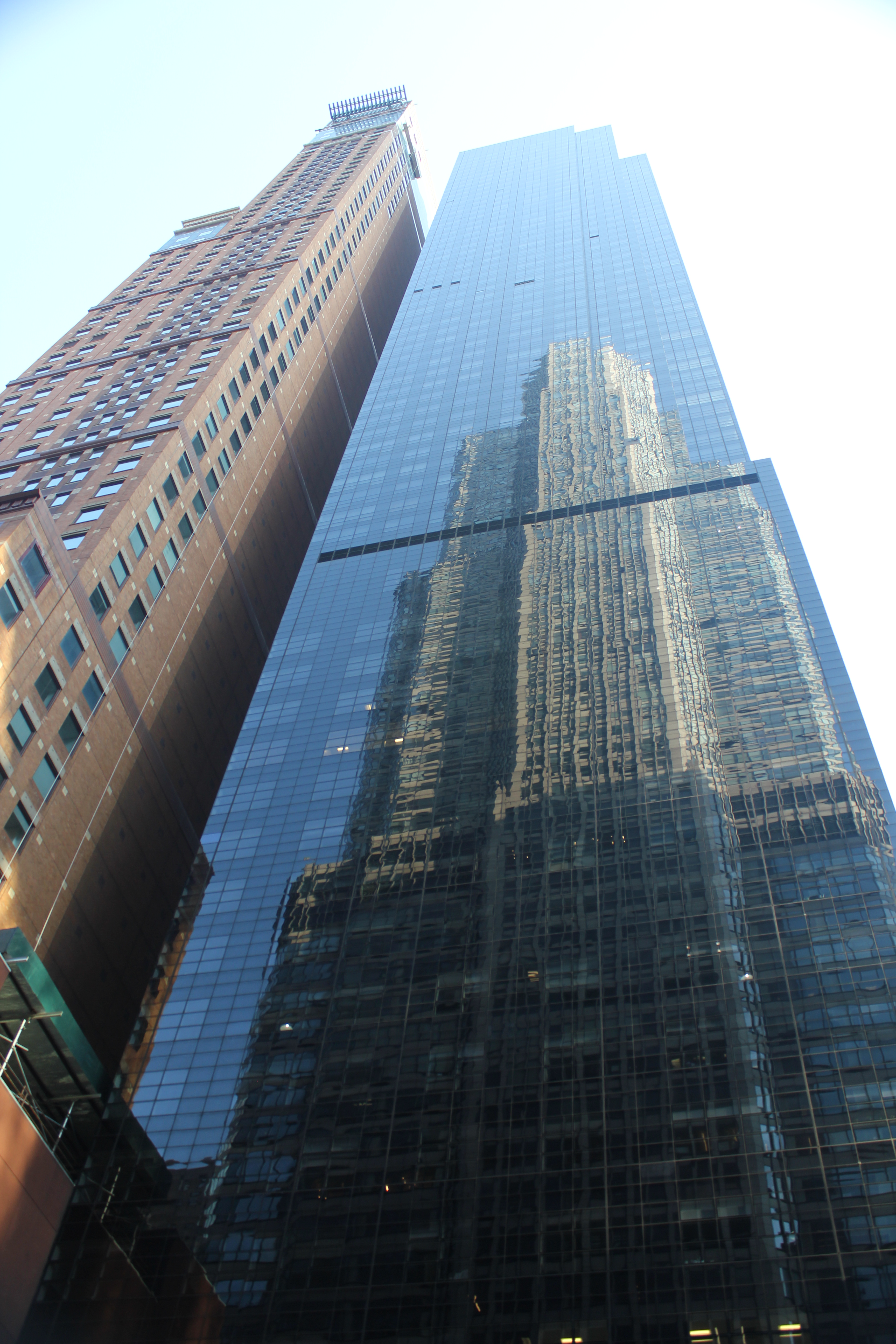
Im Metropolitan Tower spiegelt sich das CitySpire Center wider, links der Carnegie Hall Tower
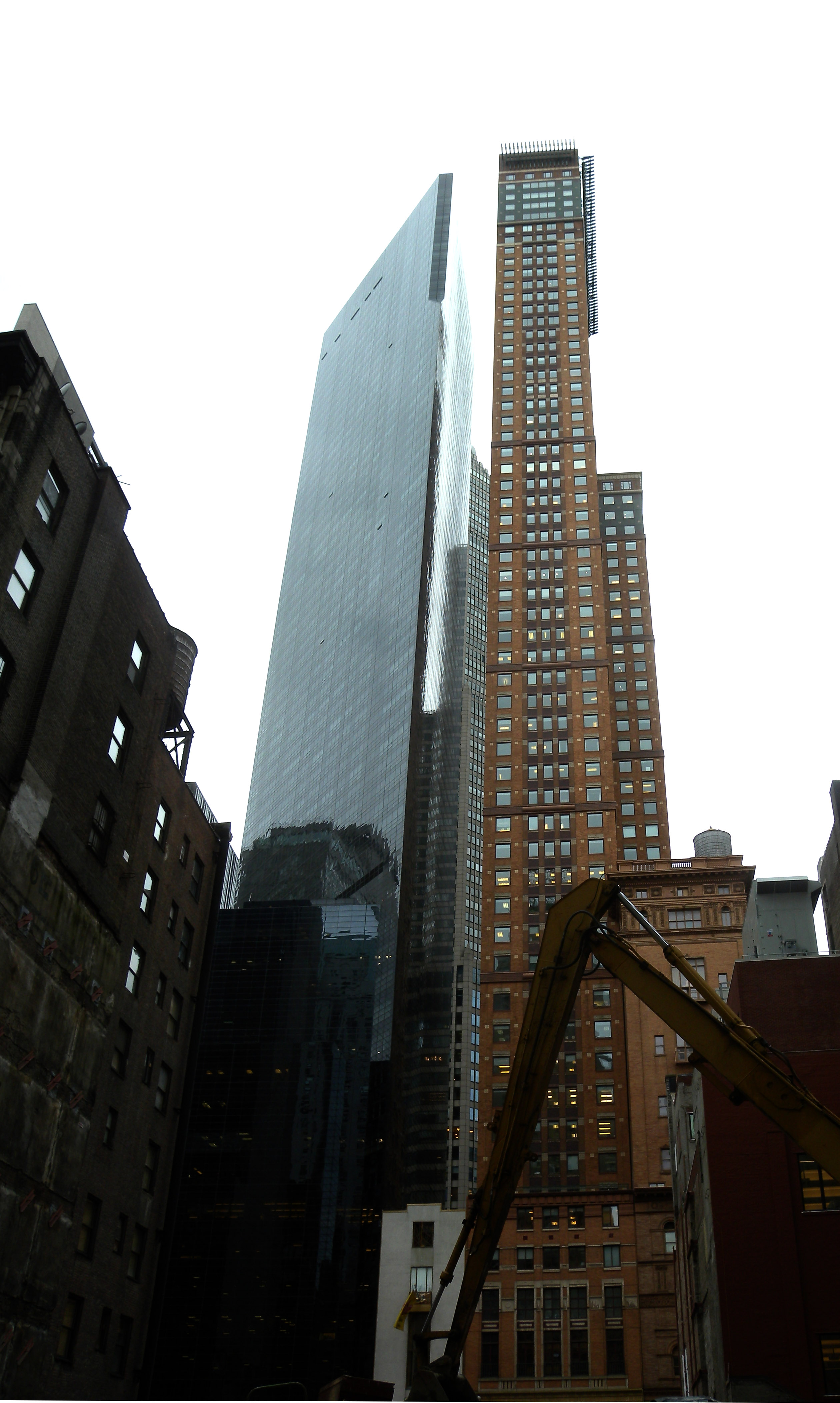
Metropolitan Tower (links) und Carnegie Hall Tower
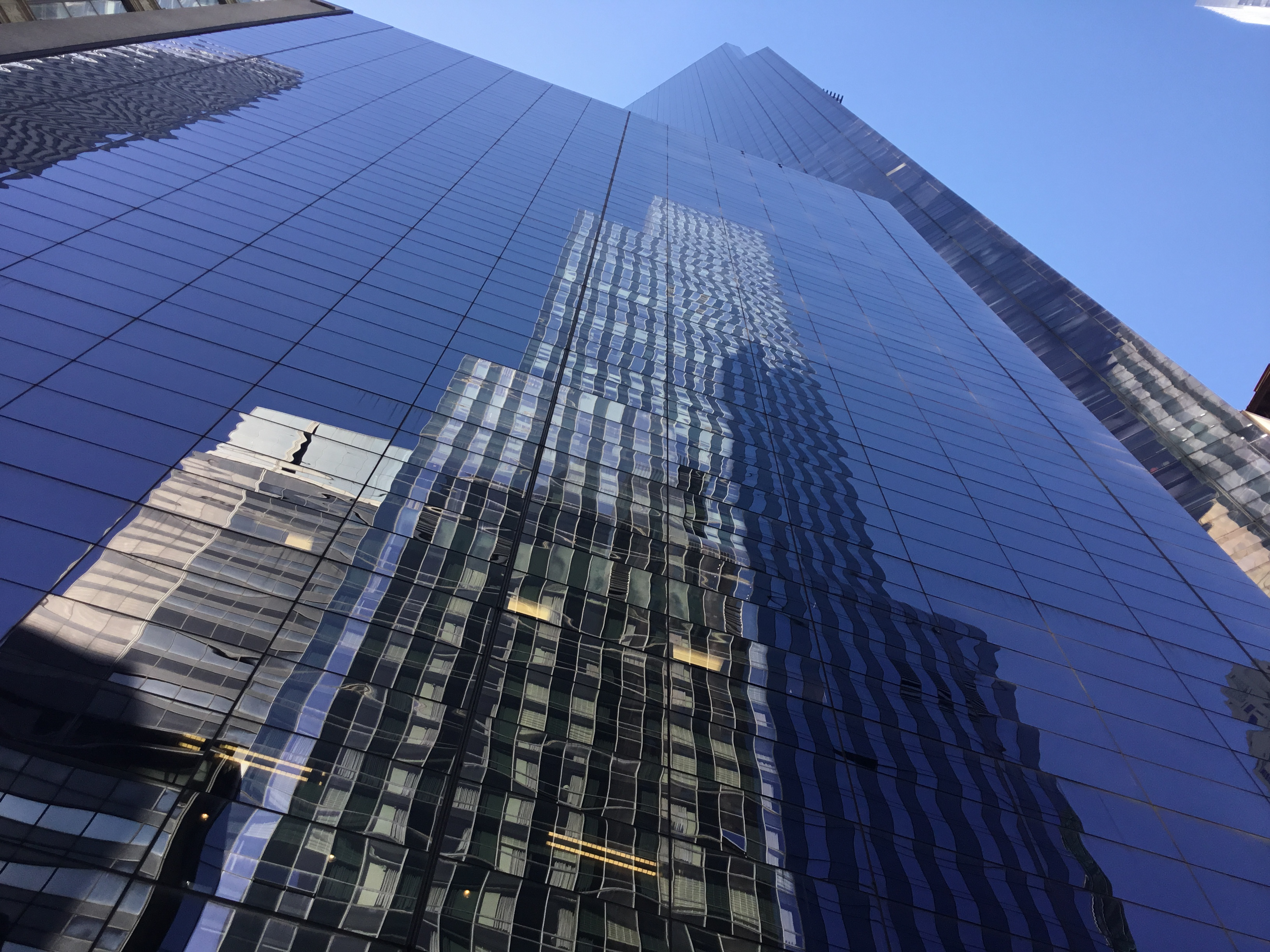
Fassade an der 57th Street mit Spiegelung des One57
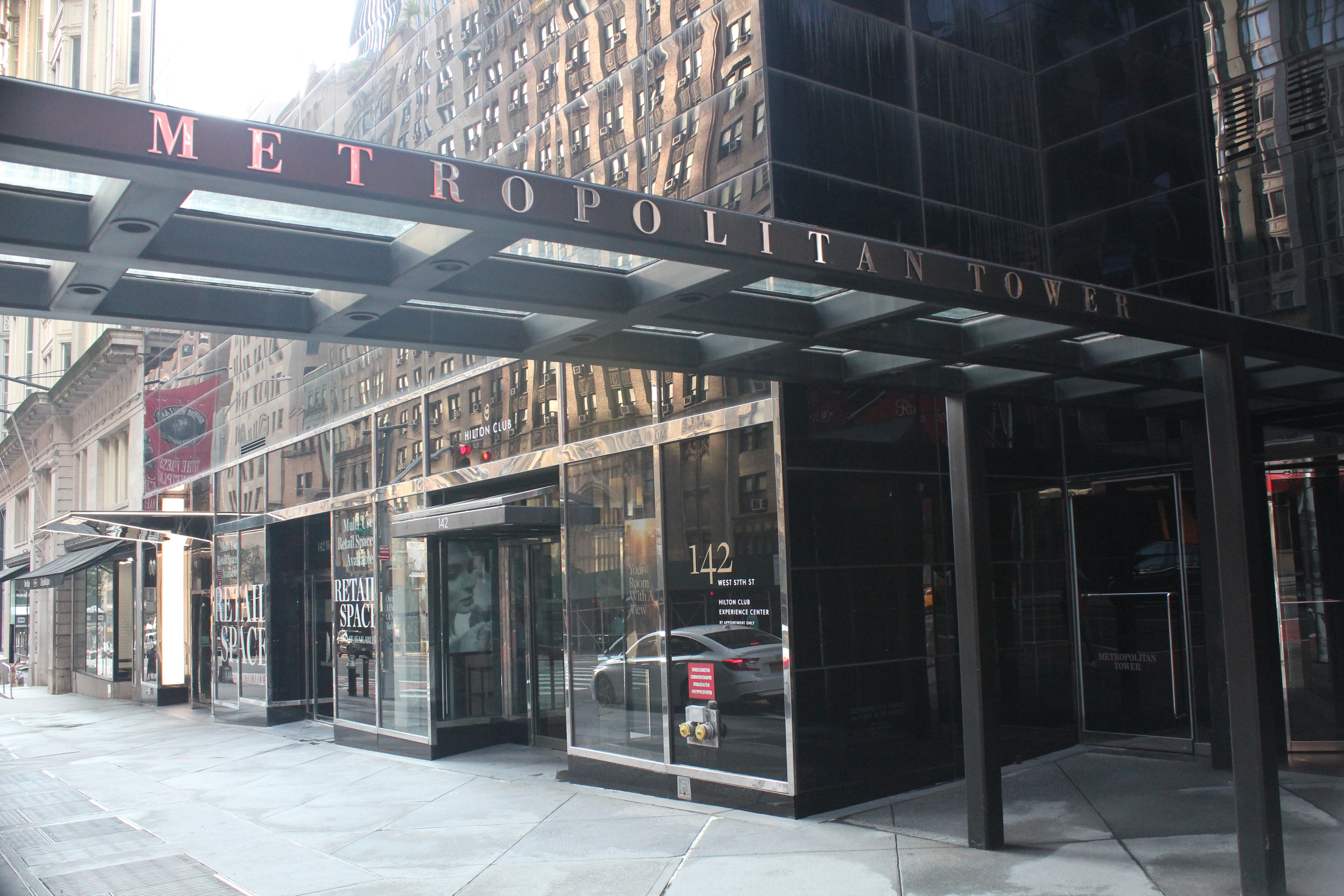
Eingänge 142W57 (Büros) und 146W57 (Apartments) in der 57th Street
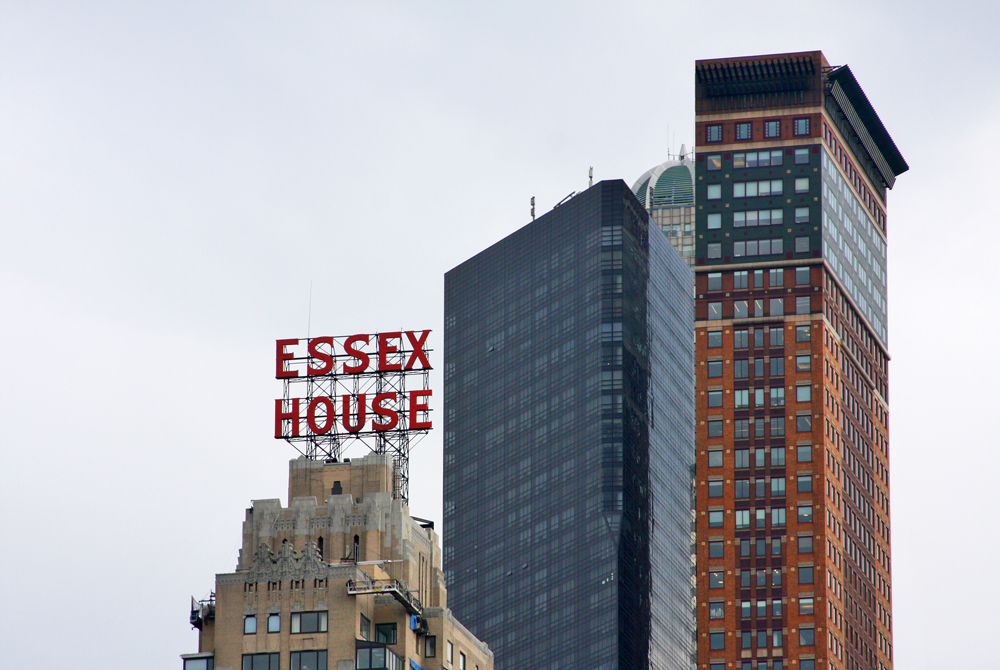
Blick vom Central Park 2008: Metropolitan Tower (links), Carnegie Hall Tower (rechts) und CitySpire Center (mit der Kuppel in der Mitte)